# Phil Foden
Philip Walter Foden (Stockport, Inglaterra, 28 de mayo de 2000) es un futbolista británico que juega como centrocampista en el Manchester City F. C. de la Premier League de Inglaterra.

## Trayectoria

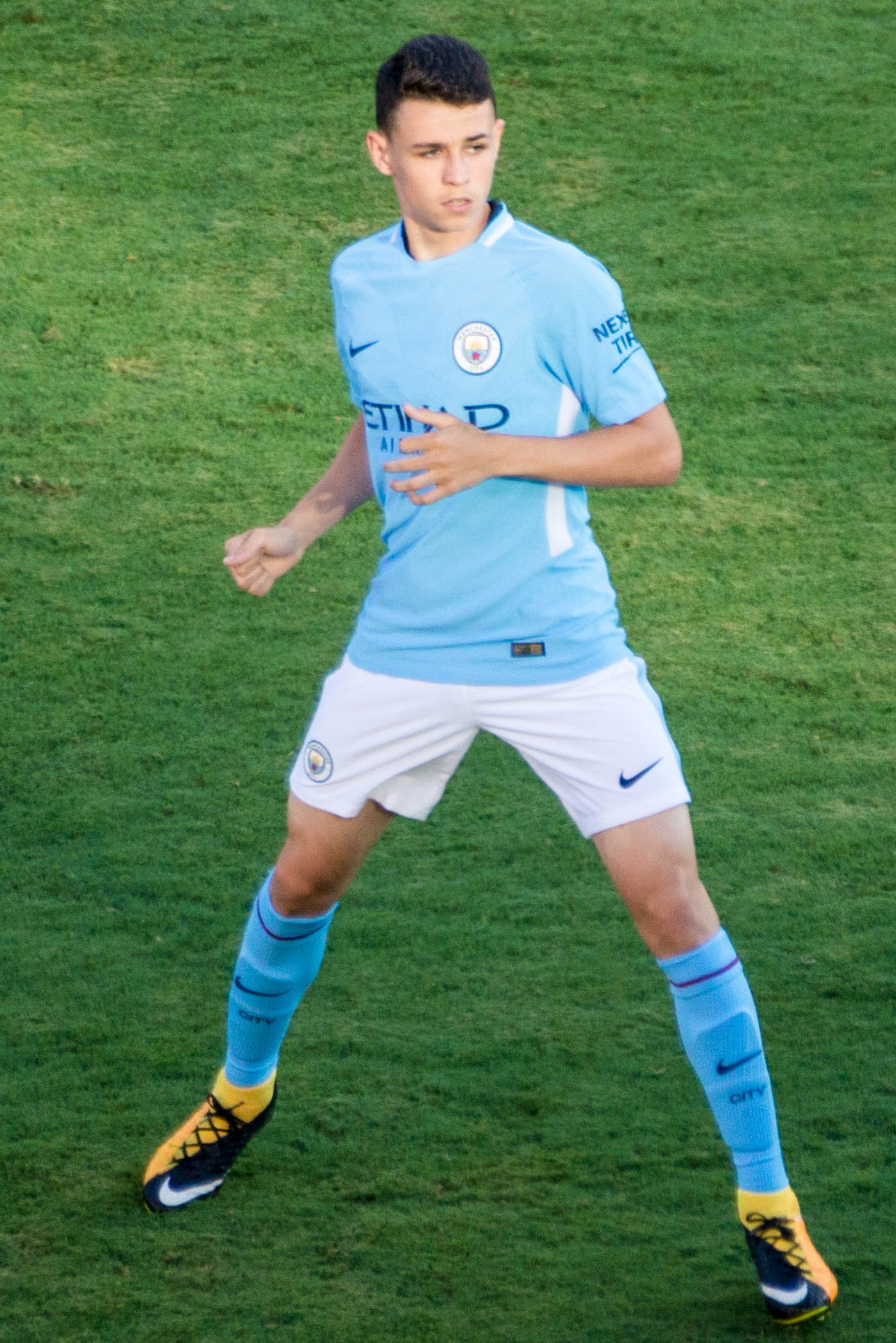
Foden jugando para el Manchester City F. C. en un partido amistoso contra el Tottenham Hotspur F. C. el 29 de julio de 2017.

Se formó desde los ocho años en la cantera del Manchester City. El 21 de noviembre de 2017 debutó con el Manchester City en un encuentro de Liga de Campeones ante el Feyenoord. Con su debut, se convirtió en el cuarto futbolista inglés más joven en debutar en la máxima competición europea, solo por detrás de Wilshere, Solanke y Maitland-Niles. Pocas semanas después se convirtió en el futbolista inglés más joven en ser titular, con apenas 17 años y 192 días. Su debut en Premier League fue el 16 de diciembre ante el Tottenham. Pocos meses después, logró convertirse en el futbolista más joven en ganar una medalla de campeón de la Premier League batiendo el récord de Clichy.
El 5 de agosto de 2018 fue titular en la final de la Community Shield, en la que el equipo de Guardiola venció al Chelsea.

## Selección nacional
Ha sido internacional en todas las categorías inferiores de la selección inglesa (desde la sub-16 a la sub-21). En mayo de 2017 marcó dos goles en el Europeo sub-17, incluyendo uno en la final, en el que la selección inglesa sub-17 cayó en la tanda de penaltis ante España.
En octubre de ese mismo año fue elegido mejor jugador del Mundial sub-17 celebrado en India. La selección inglesa se tomó la revancha de lo sucedido unos meses antes y derrotó por 5 a 2 al combinado español en la final. Foden marcó dos tantos en la final y fue elegido como mejor jugador del torneo.
Es internacional absoluto con la selección de Inglaterra desde 2020. Debutó el 5 de septiembre saliendo de inicio en el partido de la Liga de Naciones de la UEFA 2020-21 ante Islandia que el conjunto inglés venció gracias un gol de Raheem Sterling en el tiempo de descuento. El 18 de noviembre, en el partido disputado en Inglaterra entre ambas selecciones, anotó sus primeros dos goles con el equipo nacional.

### Participaciones en Copas del Mundo
| Copa              | Sede  | Resultado        | Partidos | Goles |
| ----------------- | ----- | ---------------- | -------- | ----- |
| Copa Mundial 2022 | Catar | Cuartos de final | 4        | 1     |

### Participaciones en Eurocopas
| Copa          | Sede     | Resultado  | Partidos | Goles |
| ------------- | -------- | ---------- | -------- | ----- |
| Eurocopa 2020 | Europa   | Subcampeón | 3        | 0     |
| Eurocopa 2024 | Alemania | Subcampeón | 7        | 0     |

## Estadísticas

### Clubes
| Club                             | Div.          | Temporada     | Liga nacional | Liga nacional | Liga nacional | Copas nacionales | Copas nacionales | Copas nacionales | Torneos internacionales | Torneos internacionales | Torneos internacionales | Total | Total | Total  | Media goleadora |
| Club                             | Div.          | Temporada     | Part.         | Goles         | Asist.        | Part.            | Goles            | Asist.           | Part.                   | Goles                   | Asist.                  | Part. | Goles | Asist. | Media goleadora |
| -------------------------------- | ------------- | ------------- | ------------- | ------------- | ------------- | ---------------- | ---------------- | ---------------- | ----------------------- | ----------------------- | ----------------------- | ----- | ----- | ------ | --------------- |
| Manchester City F. C. Inglaterra | 1.ª           | 2017-18       | 5             | 0             | 1             | 2                | 0                | 0                | 3                       | 0                       | 0                       | 10    | 0     | 1      | 0               |
| Manchester City F. C. Inglaterra | 1.ª           | 2018-19       | 13            | 1             | 0             | 9                | 5                | 2                | 4                       | 1                       | 0                       | 26    | 7     | 2      | 0.27            |
| Manchester City F. C. Inglaterra | 1.ª           | 2019-20       | 23            | 5             | 2             | 10               | 1                | 5                | 5                       | 2                       | 2                       | 38    | 8     | 9      | 0.21            |
| Manchester City F. C. Inglaterra | 1.ª           | 2020-21       | 28            | 9             | 5             | 9                | 4                | 2                | 13                      | 3                       | 3                       | 50    | 16    | 10     | 0.32            |
| Manchester City F. C. Inglaterra | 1.ª           | 2021-22       | 28            | 9             | 5             | 6                | 2                | 4                | 11                      | 3                       | 2                       | 45    | 14    | 11     | 0.31            |
| Manchester City F. C. Inglaterra | 1.ª           | 2022-23       | 32            | 11            | 5             | 8                | 3                | 1                | 8                       | 1                       | 2                       | 48    | 15    | 8      | 0.31            |
| Manchester City F. C. Inglaterra | 1.ª           | 2023-24       | 35            | 19            | 8             | 7                | 2                | 1                | 11                      | 6                       | 3                       | 53    | 27    | 12     | 0.51            |
| Manchester City F. C. Inglaterra | 1.ª           | 2024-25       | 28            | 7             | 2             | 8                | 0                | 2                | 13                      | 6                       | 2                       | 49    | 13    | 6      | 0.27            |
| Manchester City F. C. Inglaterra | Total club    | Total club    | 192           | 61            | 28            | 59               | 17               | 17               | 68                      | 22                      | 14                      | 319   | 100   | 59     | 0.31            |
| Total carrera                    | Total carrera | Total carrera | 192           | 61            | 28            | 59               | 17               | 17               | 68                      | 22                      | 14                      | 319   | 100   | 59     | 0.31            |
| 1. 2.                            |               |               |               |               |               |                  |                  |                  |                         |                         |                         |       |       |        |                 |

### Hat-tricks
| Partidos en los que anotó tres o más goles | Partidos en los que anotó tres o más goles | Partidos en los que anotó tres o más goles | Partidos en los que anotó tres o más goles | Partidos en los que anotó tres o más goles | Partidos en los que anotó tres o más goles | Partidos en los que anotó tres o más goles | Partidos en los que anotó tres o más goles |
| #                                          | Fecha                                      | Lugar                                      | Equipo                                     | Rival                                      | Goles                                      | Resultado                                  | Competición                                |
| ------------------------------------------ | ------------------------------------------ | ------------------------------------------ | ------------------------------------------ | ------------------------------------------ | ------------------------------------------ | ------------------------------------------ | ------------------------------------------ |
| 1                                          | 2 de octubre de 2022                       | Etihad Stadium, Mánchester                 | Manchester City F. C.                      | Manchester United F. C.                    | Gol · Gol · Gol                            | 6 - 3                                      | Premier League 2022-23                     |
| 2                                          | 5 de febrero de 2024                       | Gtech Community, Brentford                 | Manchester City F. C.                      | Brentford F. C.                            | Gol · Gol · Gol                            | 1 - 3                                      | Premier League 2023-24                     |
| 3                                          | 3 de abril de 2024                         | Etihad Stadium, Mánchester                 | Manchester City F. C.                      | Aston Villa F. C.                          | Gol · Gol · Gol                            | 4 - 1                                      | Premier League 2023-24                     |

## Palmarés

### Títulos nacionales
| Título           | Club                  | País       | Año  |
| ---------------- | --------------------- | ---------- | ---- |
| Copa de la Liga  | Manchester City F. C. | Inglaterra | 2018 |
| Premier League   | Manchester City F. C. | Inglaterra | 2018 |
| Community Shield | Manchester City F. C. | Inglaterra | 2018 |
| Copa de la Liga  | Manchester City F. C. | Inglaterra | 2019 |
| Premier League   | Manchester City F. C. | Inglaterra | 2019 |
| FA Cup           | Manchester City F. C. | Inglaterra | 2019 |
| Community Shield | Manchester City F. C. | Inglaterra | 2019 |
| Copa de la Liga  | Manchester City F. C. | Inglaterra | 2020 |
| Copa de la Liga  | Manchester City F. C. | Inglaterra | 2021 |
| Premier League   | Manchester City F. C. | Inglaterra | 2021 |
| Premier League   | Manchester City F. C. | Inglaterra | 2022 |
| Premier League   | Manchester City F. C. | Inglaterra | 2023 |
| FA Cup           | Manchester City F. C. | Inglaterra | 2023 |
| Premier League   | Manchester City F. C. | Inglaterra | 2024 |

### Títulos internacionales
| Título                            | Club (*)                | Sede           | Año  |
| --------------------------------- | ----------------------- | -------------- | ---- |
| Copa Mundial Sub-17               | Selección de Inglaterra | India          | 2017 |
| Liga de Campeones de la UEFA      | Manchester City F. C.   | Estambul       | 2023 |
| Supercopa de la UEFA              | Manchester City F. C.   | El Pireo       | 2023 |
| Copa Mundial de Clubes de la FIFA | Manchester City F. C.   | Arabia Saudita | 2023 |

(*) Incluyendo la selección.

### Distinciones individuales
| Distinción                                                       | Año  |
| ---------------------------------------------------------------- | ---- |
| Balón de oro de la Copa Mundial de Fútbol Sub-17                 | 2017 |
| Jugador joven de la temporada de la Premier League               | 2021 |
| Jugador joven de la temporada de la Premier League               | 2022 |
| Parte de los 100 mejores jugadores del mundo, según The Guardian | 2022 |
| Premio FWA al futbolista del año                                 | 2024 |
| Jugador de la temporada de la Premier League                     | 2024 |

## Vida personal
Tiene tres hijos con su novia de muchos años, Rebecca Cooke: un hijo nacido en 2019, una hija nacida en 2021 y otro hijo nacido durante la Eurocopa 2024. Lleva la camiseta número 47 y tiene un tatuaje a juego en el cuello en honor a su abuelo, Ronnie, quien murió a los 47 años. El 26 de junio de 2024 dejó la selección de Inglaterra durante el torneo europeo para asistir al nacimiento de su tercer hijo.
Es un ávido pescador y lo considera una de sus actividades favoritas fuera del fútbol.